# Erwin Komenda

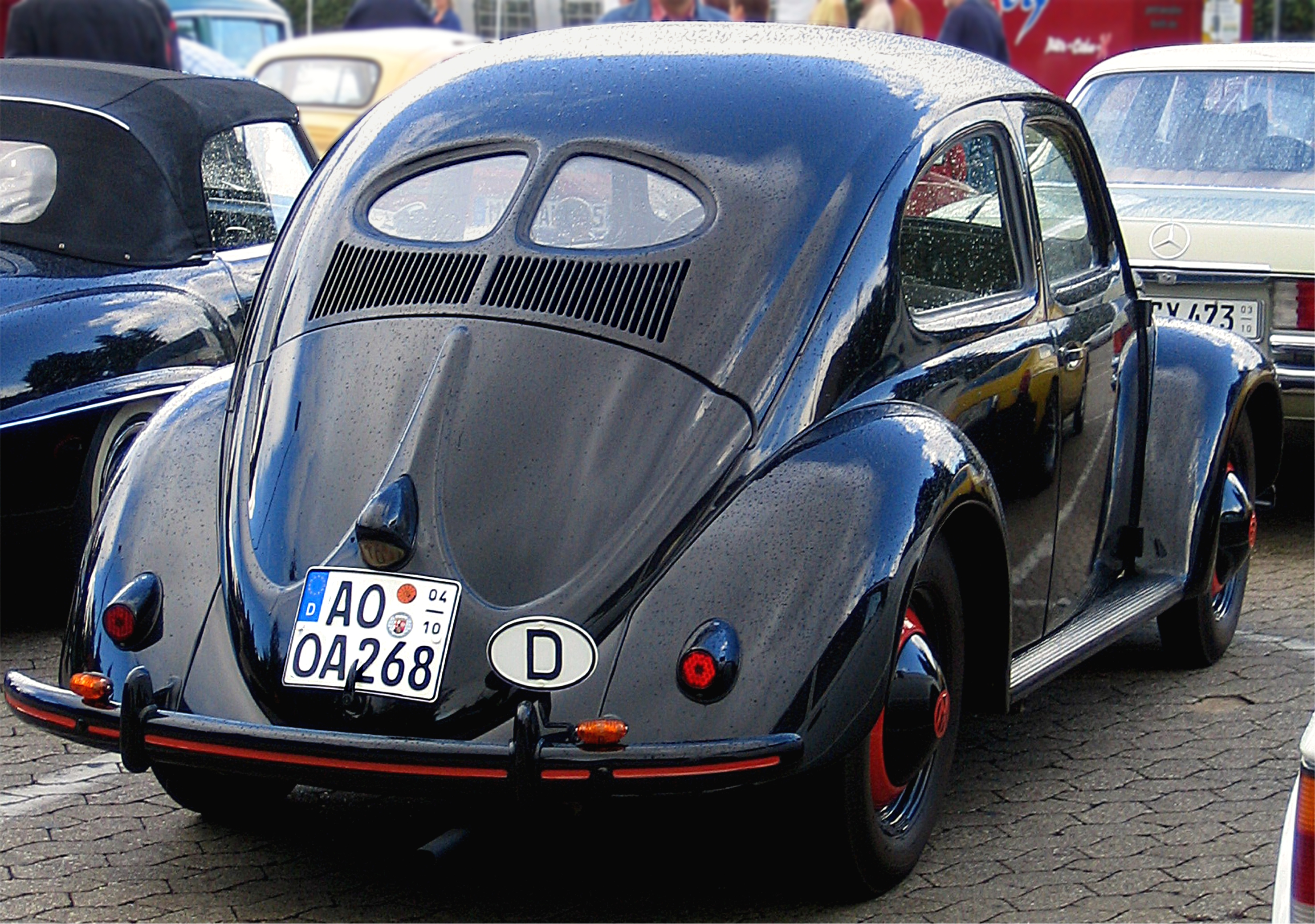
De carrosserie van de Volkswagen Kever is een van de ontwerpen van Erwin Komenda

Erwin Komenda (Jauern am Semmering, 6 april 1904 - 22 augustus 1966) was een Oostenrijks ontwerper van de carrosserie van de Volkswagen Kever en van diverse Porsche sportwagens.
Komenda werd geboren als zoon van de machinist Franz Komenda en Leopoldine Wipplinger. Hij ging naar de lagere school in Weyer an der Enns (Opper-Oostenrijk) en de burgerschool in Steyr. Van 1916 tot 1920 kreeg hij een opleiding metaalbewerking in Steyr, en in 1920 volgde hij een cursus auto-ontwerpen in Wenen. Van 1920 tot 1926 werkte hij als ontwerper in een carrosseriebedrijf in Wenen.
Komenda werkte van 1926 tot 1929 bij Steyr. Hier ontmoette hij Béla Barényi, die later zou claimen in 1925 de Volkswagen Kever te hebben bedacht, en Ferdinand Porsche toen die daar in 1929 technisch directeur werd. Komenda bedacht een gestroomlijnde kleine auto met de motor achterin. Dit idee werd later door Porsche en Komenda uitgewerkt tot de KdF-Wagen, na de oorlog bekend als de Volkswagen Kever. In 1929 werd Komenda wegens zijn vooruitstrevende ideeën aangenomen als hoofdontwerper bij Daimler-Benz in Sindelfingen, waar hij in 1930 hoofd van de ontwikkelafdeling voor serieproductie werd. Hij bracht het gewicht van de Mercedes-modellen omlaag door een beter ontwerp. Gedurende deze periode ontwikkelde Mercedes ook een stroomlijnauto met zelfdragende carrosserie. In oktober 1931 nam Komenda ontslag bij Mercedes om bij het nieuwe bedrijf van Ferdinand Porsche te gaan werken. Tot zijn dood in 1966 was Komenda hoofdontwerper van Porsche en hoofd van de afdeling die carrosserieën ontwierp.
Komenda ontwierp de carrosserie van de Volkswagen Kever, en ontwierp samen met Josef Mickl de aluminium carrosserie van de beroemde Auto Union Grand Prix racewagen. Tijdens de Tweede Wereldoorlog ontwierp hij onder meer de carrosserie voor de Volkswagen Kübelwagen en de Volkswagen Schwimmwagen.
Na de oorlog was het hoofdkwartier van Porsche korte tijd gevestigd in Gmünd (Oostenrijk). Komenda en Ferry Porsche ontwierpen hier de eerste Porsche sportwagen, de Porsche 356. Er volgden variaties op de 356, waaronder de Porsche 356 Speedster. Komenda ontwierp ook de carrosserie voor de Porsche 550, en de rolbeugel voor de Porsche Targa. Het laatste model dat hij hielp ontwikkelen was de Porsche 911.
Komenda was sinds 1920 gehuwd met de Weense Auguste Eugenie Hauptmann. Het paar kreeg twee kinderen, Erwin (1926) en Ingrid. Komenda overleed op 62-jarige leeftijd aan longkanker.